# Sitting on Top of the World
Sitting on Top of the World ist ein Bluessong, der von Walter Vinson und Lonnie Chatmon geschrieben und erstmals 1930 von ihrer Band, den Mississippi Sheiks, aufgenommen wurde. Über die Jahre hinweg ist er ein Blues-Standard geworden, den viele namhafte Musiker des Genres interpretiert haben.

## Entstehung und erste Aufnahmen
Walter Vinson gab an, er habe das Stück nach einem Auftritt in Greenwood, Mississippi in den frühen Morgenstunden für ein weißes Publikum geschrieben. Inwiefern der Bandkollege Lonnie Chatmon an der Komposition beteiligt war, ist nicht vollständig überliefert. Spätere Veröffentlichungen anderer Künstler führten oft nur Vinson als Komponist, wenn überhaupt. Oftmals wurde die Autorenschaft entweder dem darbietenden Künstler zugesprochen (siehe zum Beispiel die Fassung von Howlin’ Wolf) oder das Stück wurde als Traditional ohne bekannten Autor bezeichnet (siehe zum Beispiel die Fassung von Bob Dylan).
Die erste bekannte Aufnahme von Sitting on Top of the World stammt von den Mississippi Sheiks, der Band um Walter Vinson. Sie nahmen die Nummer für Okeh Records auf. Die Single war so erfolgreich, dass sie ein Crossover-Hit für die Band wurde und beides – Song und Band – sehr populär machte. Es ist auch die Originalfassung von den Mississippi Sheiks, die 2008 in die Grammy Hall of Fame aufgenommen wurde.

## Coverversionen
Noch im Mai 1930 nahm ein erster Musiker eine Coverversion des Songs auf. Der Delta-Blues-Musiker Charley Patton spielte eine eigene Fassung mit teils eigenem Text ein, verwendete als Titel jedoch One Summer Day. In den nächsten Jahren wurde das Lied dann von vielen Blues-Musikern gecovert, darunter auch The Two Poor Boys, Big Bill Broonzy und Sam Collins. Bob Wills und Milton Brown nahmen das Stück ebenfalls auf, womit es auch im Repertoire einiger Western-Swing-Bands landete.
Sitting on Top of the World avancierte zu einem Standard der amerikanischen Blues- und Folkmusikszene. Auch Ray Charles, Howlin’ Wolf, Grateful Dead, Cream, Bob Dylan, B.B. King, die Shelton Brothers, Curtis Gordon oder Willie Nelson haben das Stück – in unterschiedlichen Genres – gespielt.
Der Bluessong ist nicht mit I’m Sitting on Top of the World (Just Rolling Along) zu verwechseln, der von Ray Henderson (Musik) und Sam M. Lewis und Joe Young (Text) geschrieben, 1925 veröffentlicht und vor allem durch die Versionen von Al Jolson und Les Paul/Mary Ford bekannt wurde.

## Text und Struktur
Die hohe Anzahl an Coverversionen produzierte über die Jahre hinweg eine viele Variationen ursprünglichen Songtextes. So behielt Howlin’ Wolf bei seiner sehr populären Fassung des Liedes von 1957 nur zwei der fünf Strophen des Originaltextes und fügte eine neue hinzu. Ähnlich gingen auch andere Musiker mit dem Text um.
Der Inhalt des Songtextes setzt sich mit dem Verlassenwerden von seiner Liebsten auseinander. Die titelgebende Zeile stammt höchstwahrscheinlich von dem damals sehr bekannten Stück I’m Sitting on the Top of the World, das 1925 von Al Jolson bekannt gemacht wurde.